# One Tampa City Center
One Tampa City Center, anteriormente conocido como GTE Center y Verizon Building, es un rascacielos de oficinas en la ciudad de Tampa, en el estado de Florida (Estados Unidos). Fue el edificio más alto del estado durante tres años y el edificio más alto de la ciudad hasta la finalización de la torre del Bank of America en 1986. Con 39 pisos y 164 metros de altura, actualmente es la tercera estructura más alta de la ciudad.

## Historia
One Tampa City Center abrió en 1981 como el edificio GTE. Fue el segundo rascacielos construido en la ciudad, después del Park Tower, a solo unas cuadras de distancia. En 1991, el edificio fue el primer rascacielos de Florida en instalar un sistema de reciclaje "en todo el edificio".
El 13 de noviembre de 2012, PNC Bank adquirió los derechos de nombre del edificio de Verizon Communications, que comenzó a regir en mayo de 2013.
El 30 de octubre de 2014, el edificio se vendió por 128 millones de dólares a Alliance Partners HSP. Posteriormente, Alliance Partners dividió la propiedad del terreno y el edificio, vendiendo el edificio en octubre de 2018 por 110 millones a Banyan Street Capital y Oaktree Capital Management. HSBC proporcionó un préstamo de adquisición de 84 millones para la compra. Altura 

## Altura
El edificio se encuentra entre los edificios más altos de Tampa, así como entre los más altos de Florida. 
Cuando alcanzó su punto máximo en 1981, One Tampa City Center fue el edificio más alto de Florida durante cuatro años, de 1981 a 1984, cuando fue superado por el Wachovia Financial Center, que hoy es el Southeast Financial Center. El edificio fue el más alto de Tampa desde 1981 hasta 1986, hasta que fue superado por el edificio de oficinas vecino Bank of AmericaBank of America. Hoy, el edificio sigue siendo el tercer edificio más alto de la ciudad.

## Galería

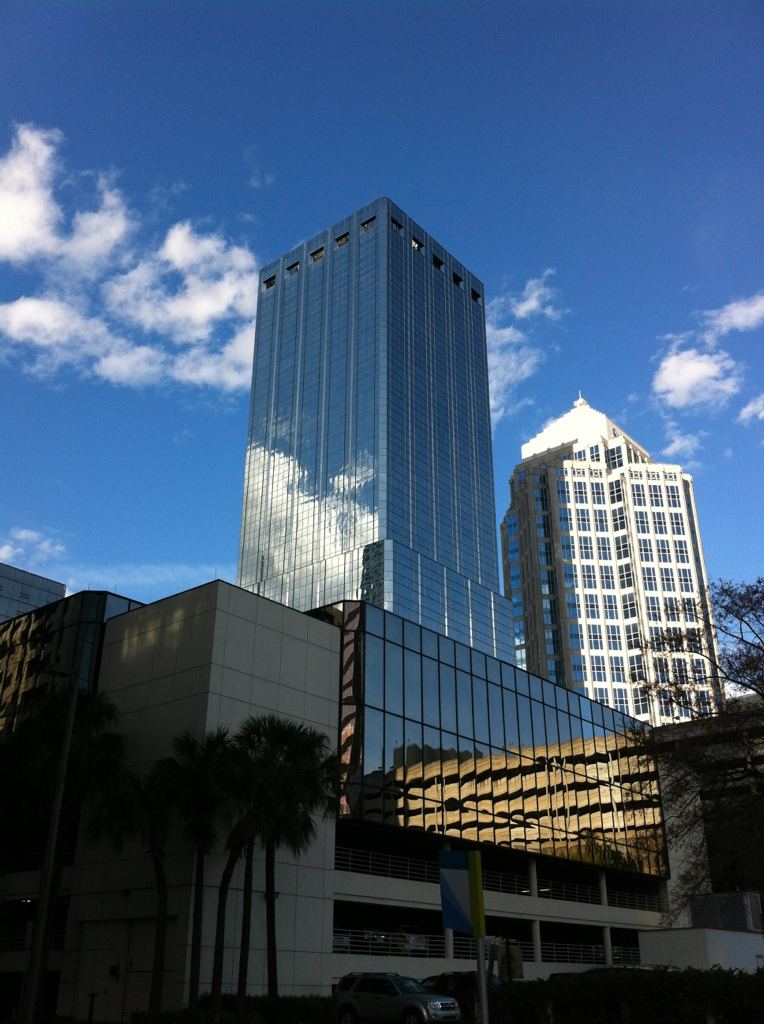
Vista general del One Tampa City Center
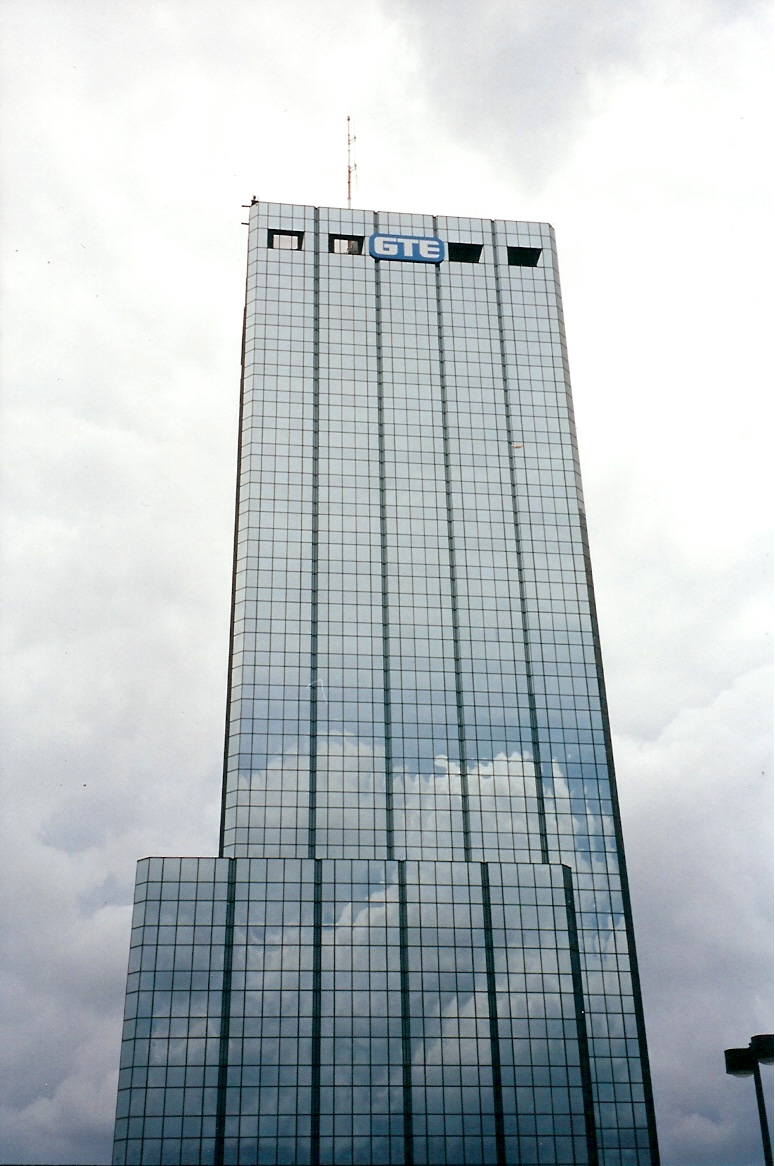
El One Tampa City Center en contrapicado
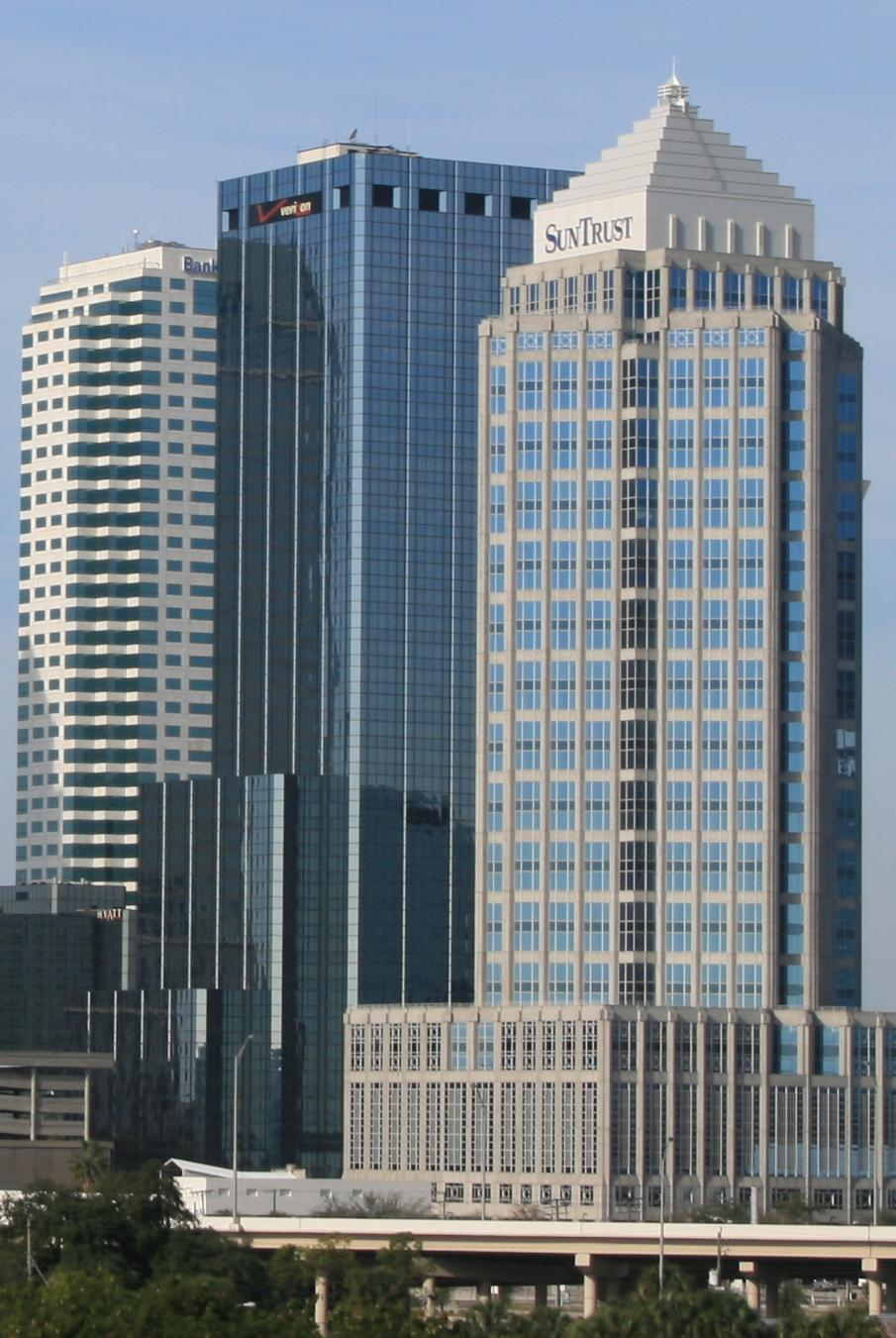
El One Tampa City Center junto al SunTrust Financial Centre y el Bank of America Plaza